# Ameri du Surville
Ameri du Surville es el nombre de la variedad cultivar de manzano (Malus domestica). 
Considerada una manzana de sidra de calidad vintage de Surville, departamento de Calvados, Baja Normandía, donde es uno de los principales ingredientes en la creación de la icónica bebida a base de manzana de la región.

## Sinonimias
- "Amer de Surville",
- "Normande",
- "Espèce-Arnout".

## Historia
'Ameri du Surville' es una variedad de manzana, mencionado en 1896 por Auguste Truelle en su "Atlas des Meilleures Variétés de Fruits à Cidre" como conocido por varios nombres en la región de Pays d'Auge de Normandía (Francia). Truelle propuso el nombre actual.

## Características
'Ameri du Surville' es un árbol vigoroso de forma piramidal.
'Ameri du Surville' tiene una talla de fruto medio tendiendo a grande; forma cónica y a menudo irregular; epidermis con color de fondo amarillo verdoso, con un sobre color rojo, importancia del sobre color alto, y patrón del sobre color rayado, con un marcado patrón de rayas rojas en la cara expuesta al sol, y "russeting" (pardeamiento áspero superficial que presentan algunas variedades) muy bajo; cáliz grande y cerrado, colocado en una cuenca poco profunda de forma irregular y rodeado por una corona nudosa; pedúnculo corto, y bastante robusto, colocado en una cavidad estrecha; carne de color verdoso, que es más pronunciado cerca de la piel; sabor muy amargo sin aroma perceptible; se mantiene bien en el almacenamiento; pertenece al grupo amargo en la elaboración de sidra.

## Usos
Una buena manzana para la elaboración de sidra de Calvados. Clasificada como una manzana de sidra antigua adecuada para hacer una sidra monovarietal o se puede usar para mezclar. Brix 13.5, acidez 2.27.
También se utiliza en cocina para elaboración de tartas de manzana.

## Ploidismo
Diploide, auto estéril. Grupo de polinización: B, Día 7.